# Список республік
Тут наведено список республік. У Стародавньому світі (або пізніше у випадку суспільств, які не посилалися на сучасну термінологію для визначення своєї форми правління ) оцінка того, чи є державна організація республікою, ґрунтувалася на ретроспективному аналізі істориків і політичних теоретиків. Що стосується новітніх систем правління, всесвітні організації з широким політичним визнанням (такі як Організація Об’єднаних Націй ) можуть надати інформацію про те, чи називається суверенна держава республікою.

## Перелік за часом

### Античність
| Держава              | Дати існування (до н. е.)        | Примітки |
| -------------------- | -------------------------------- | --- |
| Ліччавіки            | в. 7/6 століття – бл. 468        | Провідне конфедеративне плем'я Ліги Ваджіка Махаджанапада; Столицею республіки було місто Весалі . |
| Вайдехас             | в. 7/6 століття – бл. 468        | Одне з конфедеративних племен Ліги Ваджіка Махаджанапада; місто Мітхіла було столицею республіки. |
| Наяс                 | в. 7/6 століття – бл. 468        | Одне з конфедеративних племен Ліги Ваджіка Махаджанапада; місто Кундагама було столицею республіки. |
| Маллакас             | в. 7/6 століття – бл. 468        | Одне з конфедеративних племен Ліги Ваджіка Махаджанапада; Маллаки були розділені на дві республіки з містами Кусінара та Пава як їхні відповідні столиці.                                                 |
| Сак'я                | в. 7/6 століття – бл. 5 століття | |
| Колії                | в. 7/6 століття – бл. 5 століття | |
| Морія                | в. 7/6 століття – бл. 5 століття | |
| Булаяс               | в. 7/6 століття – бл. 5 століття | |
| Bhaggas              | в. 7/6 століття – бл. 5/4 ст     | |
| Каламас              | в. 7/6 століття – бл. 5/4 ст     | |
| Римська республіка   | 509–27                           | |
| Класичні Афіни       | 508–322                          | Різні грецькі міста-держави під впливом класичних Афін ; ці лояльності та уряди часто змінювалися (див. синоекизми ), а в деяких випадках навіть перебували під впливом Спарти, не піддаючись олігархії . |
| Стародавній Карфаген | 480–146                          | У 308 р до н.е. спроба державного перевороту з метою відновлення повної влади монарха провалилася, що призвело до того, що Карфаген зберіг свій республіканський уряд.                                    |

### Середньовіччя
- Найспокійніша Республіка Сан-Марино (з 301 року, конституційна з 1600 року)
- Кармати (899-1067)
- Готланд (?-1285)
- Ліга Упстальсбуму (к. 12 ст. - 15 ст.)
- Ісландська Вільна держава (930-1262)
- Коту-Мішту (бл. 1000 - 1868)
- Кордовська тайфа (1031-1070)
- Флорентійська республіка (1115-1537)
- Сієнська республіка (1125-1557)
- Новгородська республіка (1136-1478)[13].
- Римська комуна (1144-1193)
- Найспокійніша Республіка Лукка (1160-1805)
- Ірокезька конфедерація (Хауденосауні) (к. 13 століття-1794)
- Республіка Масса (1225-1336)
- Республіка Сассарі (1275-1323)
- Старошвейцарська конфедерація (1291-1798)
- Республіка Поличка (1322-1806)
- Республіка Сенаріца (1343-1797)
- Псковська республіка (1348-1510)
- Конфедерація Тлакскала (1348-1520)
- Дітмаршен (бл. 1400 - 1559)
- Республіка Коспая (1440-1826)
- Золота Амвросіївська республіка (1447-1450)

#### Морські республіки
Морська республіка була таласократичним містом-державою в середні віки, в якому значну владу мали представники купецького класу.
- Найспокійніша Венеціанська республіка (697-1797)
- Республіка Гаета (839-1140)
- Республіка Амальфі (839-1131)
- Баджана (886-922)
- Республіка Анкона (бл. 1000 - 1532)
- Республіка Піза (бл. 1000 - 1406, 1494-1509)
- Найспокійніша Генуезька республіка (бл. 1100 - 1797)
- Республіка Нолі (1192-1797)
- Республіка Рагуза (1358-1808)

#### Вільні міста в імперії
Вільне імперське місто було самоврядним містом-членом Священної Римської імперії, яке було представлене в імперському сеймі.
- Вільне імперське місто Вормс (к. 11 ст. - 1789)
- Вільне імперське місто Гослар (1081-1802)
- Ахен Вільне імперське місто Ахен (1166-1801)
- Вільне імперське місто Ульм (де-юре: 1290-1803; де-факто: 1184-1803)
- Вільне імперське місто Безансон (1184-1654)
- Гамбург Вільне імперське місто Гамбург (1189-1806;)
- Вільне імперське місто Констанц (1192-1548)
- Вільне імперське місто Вецлар (к. 12 ст. - 1803)
- Вільне імперське місто Фрідберг (1211-1806)
- Вільне імперське місто Ньордлінген (1215-1803)
- Вільне імперське місто Нюрнберг (1219-1806)
- Вільне імперське місто Нордгаузен (1220-1802)
- Вільне імперське місто Пфуллендорф (1220-1803)
- Вільне імперське місто Любек (1226-1811)
- Вільне імперське місто Райнфельден (1225-1330)
- Вільне імперське місто Кольмар (1226-1679)
- Вільне імперське місто Есслінген (1229-1802/3)
- Вільне імперське місто Оффенбург (бл. 1240-1803)
- Вільне імперське місто Ройтлінген (1240-1803)
- Вільне імперське місто Бопфінген (1241-1802)
- Вільне імперське місто Майнц (1241-1462)
- Вільне імперське місто Регенсбург (1245-1486; 1496-1803)
- Вільне імперське місто Швайнфурт (1245-1803)
- Вільне імперське місто Віндсгайм (1248-1802)
- Вільне імперське місто Бухау (бл. 1250-1803)
- Вільне імперське місто Мюльгаузен (1251-1803)
- Вільне імперське місто Страсбург (1262-1681)
- Вільне імперське місто Мемміген (1268-1802)
- Вільне імперське місто Ротвайль (1268-1802)
- Вільне імперське місто Уберлінген (1268-1803)
- Вільне імперське місто Гмюнд (1268-1802)
- Вільне імперське місто Ротенбург (1274-1803)
- Вільне імперське місто Бухгорн (1275-1803)
- Вільне імперське місто Ліндау (1275-1802)
- Вільне імперське місто Вайль (1275-1803)
- Вільне імперське місто Аугсбург (1276-1803)
- Вільне імперське місто Равенсбург (1276-1803)
- Вільне імперське місто Холл (1280-1802)
- Вільне імперське місто Біберах-ан-дер-Ріс (1281-1803)
- Вільне імперське місто Кауфбойрен (1286-1803)
- Вільне імперське місто Ванген (1286-1802)
- Вільне імперське місто Кельн (1288-1801)
- Вільне імперське місто Кемптен (1289-1802/3)
- Вільне імперське місто Дортмунд (1293-1803)
- Вільне імперське місто Лейткірх (1293-1803)
- Вільне імперське місто Шпайєр (1294-1792)
- Вільне імперське місто Вайсенбург (1296-1802)
- Вільне імперське місто Целль-ам-Гармерсбах (к. 14 ст. - 1803)
- Вільне імперське місто Вімпфен (бл. 1300-1803)
- Вільне імперське місто Донауверт (1308-1607)
- Вільне імперське місто Мюльгаузен (1347-1798)
- Вільне імперське місто Дінкельсбюль (1351-1802)
- Вільне імперське місто Аален (1360-1803)
- Вільне імперське місто Генгенбах (1360-1803)
- Вільне імперське місто Існи (1365-1803)
- Вільне імперське місто Бремен (де-юре: 1654-1811; де-факто: 1366-1811)
- Вільне імперське місто Гайльбронн (1371-1802)
- Вільне імперське місто Франкфурт (1372-1806)
- Вільне імперське місто Дженген (1391-1803)
- Вільне імперське місто Діссенгофен (1415-1460)
- Республіка Герсау (1433-1798)
- Вільне імперське місто Зест (1449-1616)

### Рання сучасність
- Запорізька Січ (1552-1775)
- Річ Посполита (1569-1795)
- Нідерландська республіка (1581-1795)
- Сен-Мало (1590-1594)
- Республіка Сале (1619-1668)
- Каталонія Каталонська республіка (1641)
- Козацький Гетьманат (1649-1764)
- Англія Річ Посполита (1649-1660)
- Алжирське регентство (1659-1830)[14].
- Піратська республіка (1706-1718)
- Корсиканська республіка (1755-1769)[15].
- Республіка Паулава (1769-1795)
- Сполучені Штати Америки (з 1776 року, конституція з 1789 року)
- Ланфанська республіка (1777-1884)
- Республіка Вермонт (1777-1791)[16].
- Перша французька республіка Перша французька республіка (1792-1804)
- Республіка Веллендам (1795)
- Республіка Грааф-Рейне (1795-1796)
- Держава Маскогі (1799-1803)

#### Клієнтські республіки
Клієнтська республіка була державою-клієнтом Франції, заснованою французькою армією або місцевими революціонерами та за підтримки Першої Французької Республіки під час Війн за незалежність Франції.
- Льєжська Республіка (1789-1791)
- Сполучені Бельгійські Штати (1790)
- Рауціанська республіка (1792-1793)
- Республіка Майнц (1793)
- Республіка Буйон (1794-1795)
- Батавська республіка (1795-1806)
- Республіка Альба (1796)
- Болонська республіка (1796)
- Республіка Реджо (1796)
- Циспаданська республіка (1796-1797)
- Транспаданська республіка (1796-1797)
- Республіка Асті (1797)
- Республіка Бергамо (1797)
- Республіка Брешія (1797)
- Республіка Крема (1797)
- Анконська республіка (1797-1798)
- Цизальпійська республіка (1797-1802)
- Кізренська республіка (1797-1802)
- Лігурійська республіка (1797-1805)
- Леманська республіка (1798)
- Тіберійська республіка (1798)
- Коннахтська республіка (1798)
- П'ємонтська республіка (1798-1799)
- Гельветична республіка (1798-1802)
- Римська республіка (1798-1799)
- Пескарська республіка (1799)
- Партенопейська республіка (1799)
- Луккська республіка (1799-1805)
- Субальпійська республіка (1800-1802)
- Італійська Республіка (1802-1805)
- Роданська республіка (1802-1810)
- Швейцарська Конфедерація (1803-1815)
- Республіка Рагуза (1806-1808)
- Вільне місто Данциг (1807-1814)

### Сучасність

#### XIX століття

##### Африка
- Республіка Ліберія (з 1847 року)
- Республіка Меріленд (1853-1857)
- Помаранчева вільна держава (1854-1902)
- Південно-Африканська Республіка Південно-Африканська Республіка (1856-1877; 1881-1902)

##### Північна Америка
- Перша Республіка Гаїті (1806-1811)
- Штат Гаїті (1810-1811)
- Республіка Західна Флорида (1810)
- Республіка Східна Флорида (1812)
- Республіка Флорида (1817)
- Республіка Іспанська Гаїті (1821-1822)
- Федеративна Республіка Центральна Америка (1823-1841)
- Перші Мексиканські Сполучені Штати (1824-1835)
- Республіка Мадаваска (1827)
- Республіка Індіанський потік (1832-1835)
- Централістична Республіка Мексика (1835-1846)
- Республіка Техас (1836-1845)
- Республіка Канада (1837-1838)
- Штат Лос-Альтос (1838-1840; 1848-1849)
- Республіка Нижня Канада (1838)
- Вільна держава Коста-Ріка (1838-1847)
- Республіка Гондурас (1838-1896)
- Республіка Нікарагуа (1838-1896)
- Республіка Ріо-Гранде (1840)
- Республіка Юкатан (1840-1843; 1846-1848)
- Республіка Гватемала (з 1840)
- Республіка Сальвадор (1841-1896)
- Перша Домініканська Республіка (1844-1861)
- Республіка Каліфорнія (червень-липень 1846)
- Другі Мексиканські Сполучені Штати (1846-1863)
- Перша Коста-Риканська Республіка (1848-1948)
- Штат Дезерет (1849-1850)
- Республіка Баха-Каліфорнія (15 жовтня 1853 - січень 1854)
- Республіка Сонора (15 жовтня 1853 - 8 травня 1854)
- Друга Республіка Гаїті (з 1859 року)
- Конфедеративні Штати Америки (1860-1865)
- Друга Домініканська Республіка (1865-1916)
- Мексиканські Сполучені Штати (з 1867)
- Республіка Манітоба (1867-1869)
- Сполучені Штати Центральної Америки (1896-1898)
- Республіка Сальвадор (з 1898)
- Республіка Гондурас (з 1898)
- Республіка Нікарагуа (з 1898)

##### Південна Америка
- Республіка Парагвай (з 1811)
- Американська конфедерація Венесуели (1811-1819)
- Об'єднані провінції Ріо-де-ла-Плата (1816-1831)
- Республіка Чилі (з 1818)
- Республіка Гран-Колумбія (1819-1831)
- Вільна провінція Гуаякіль (1820-1829)
- Республіка Ентре-Ріос (1820-1821)
- Республіка Тукуман (1820-1821)
- Республіка Перу (1824-1836)
- Республіка Болівія (1825-1836)
- Східна Республіка Уругвай (з 1828)
- Республіка Еквадор (з 1830)
- Держава Венесуела (1830-1864)
- Аргентинська Конфедерація (1831-1861)
- Республіка Нова Гранада (1831-1858)
- Республіка Південне Перу (1836)
- Республіка Північне Перу (1836)
- Перу-Болівійська конфедерація (1836-1839)
- Республіка Ріогранденсе (1836-1845)
- Джуліанська республіка (1839)
- Республіка Перу (з 1839)
- Республіка Болівія (1839-2009)
- Держава Буенос-Айрес (1852-1861)
- Гранадська конфедерація (1858-1863)
- Аргентинська Республіка (з 1861)
- Сполучені Штати Колумбії (1863-1886)
- Сполучені Штати Венесуели (1864-1953)
- Республіка Колумбія (з 1886)
- Республіка Незалежна Гвіана (20 липня 1886-1891)
- Республіка Сполучених Штатів Бразилії (1889-1930)

##### Азія
- Республіка Едзо (1868-1869)
- Республіка Формоза (1895)
- Республіка Біак-на-Бато (1897)
- Перша Філіппінська Республіка (1898-1901)

##### Європа
- Септинська республіка (1800-1815)
- Республіка Герцоговина (1814-1818)
- Генуезька республіка (1814-1815)
- Швейцарія Швейцарська Конфедерація (1814-1848)
- Сполучені Штати Іонічних островів (1815-1864)
- Вільне місто Краків (1815-1846)
- Вільне місто Бремен (1815-1871)
- Вільне місто Гамбург (1815-1871)
- Вільне місто Любек (1815-1871)
- Вільне місто Франкфурт (1816-1866)
- Нейтральний Морейн (1816-1920)
- Перша Грецька Республіка (1828-1832)
- Франція Друга Французька Республіка (1848-1852)
- Швейцарська Конфедерація (з 1848)
- Вільні міста Ментон і Рокбрюн (1848-1861)
- Римська республіка (лютий-квітень 1849)
- Республіка Сан-Марко (березень 1848 - серпень 1849)
- Франція Третя Французька Республіка (1871-1940)
- Перша Іспанська республіка (1873-1874)
- Кантони Алькой, Альхесірас, Аліканте, Альманса, Андухар, Байлен, Бехар, Кадіс, Камуньяс, Кастельон, Кордова, Гранада, Гуальчос, Уельва, Хаен, Хумілья, Лоха, Малага, Мотріль, Мурсія, Оріуела, Пласенсія, Саламанка, Сан-Фернандо, Севілья, Таріфа, Торрев'єха, Валенсія (1873) і Картахена (1873-1874)
- Республіка Тамраш (1878-1886)

##### Океанія
- Незалежна комуна Франсвіль (1889)
- Республіка Гаваї (1894-1898)

#### XX століття

##### Африка
- Триполітанська республіка (16 листопада 1918-1922)
- Ріфська конфедеративна республіка племен Ріфу (18 вересня 1921 - 27 травня 1926)
- Єгипет (з 1953 року)
- Судан (з 1956)
- Туніс (з 1957)
- Гана (з 1960)
- Бенін (з 1960)
- Мадагаскар (з 1960)
- Мавританія (з 1960)
- Сомалі (з 1960)
- Камерун (з 1961)
- Південна Африка (з 1961)
- Нігерія (з 1963)
- Руанда (з 1962)
- Алжир (з 1962)
- Республіка Танганьїка (9 грудня 1962 - 26 квітня 1964)
- Уганда (з 1963)
- Кенія (з 1963)
- Малаві (з 1964)
- Замбія (з 1964)
- Народна Республіка Занзібар і Пемба (12 січня 1964 - 26 квітня 1964)
- Танзанія (з 26 квітня 1964)
- Гамбія (з 1965)
- Ботсвана (з 1966)
- Бурунді (з 1966)
- Біафра (30 травня 1967 - 15 січня 1970)
- Екваторіальна Гвінея (з 1968)
- Лівія (з 1969)
- Центральноафриканська Республіка (з 1970)
- Родезія (2 березня 1970 - 11 грудня 1979)
- Сьєрра-Леоне (з 1971)
- Ефіопія (з 1974)
- Кабо-Верде (з 1975)
- Мозамбік (з 1975)
- Сан-Томе і Принсіпі (з 1975)
- Західна Сахара (з 1976)
- Сейшельські острови (з 1976)
- Транскей (26 жовтня 1976 - 27 квітня 1994)
- Бофутатсвана (6 грудня 1977 р. - 28 квітня 1994 р.)
- Венда (13 вересня 1979 - 28 квітня 1994)
- Зімбабве (з 1980)
- Цискеї (4 грудня 1981 р. - 28 квітня 1994 р.)
- Намібія (з 1990)
- Сомаліленд (з 1991)
- Маврикій (з 1992)

##### Америка
- Акко (держава) Республіка Акко (1-а: 15 липня 1899 - 15 березня 1900; 2-а: листопад 1900 - 24 грудня 1900; 3-а: 27 січня 1903 - 11 листопада 1903)
- Республіка Куба (з 20 травня 1902)
- Республіка Панама (з 3 листопада 1903 року)
- Перші Сполучені Штати Бразилії (16 липня 1934 - 29 жовтня 1945)
- Другі Сполучені Штати Бразилії (31 січня 1946 - 31 березня 1964)
- Друга Республіка Коста-Рика (з 7 листопада 1949)
- Третя Домініканська Республіка (1924-12 липня 1965)
- Республіка Венесуела (11 квітня 1953 - 15 грудня 1999)
- Четверта Домініканська Республіка (з 1 липня 1966 року)
- Республіка Ангілья (12 липня 1967 - 19 березня 1969)
- Кооперативна Республіка Гаяна (з 23 лютого 1970 року)
- Республіка Суринам (з 25 листопада 1975 року)
- Республіка Тринідад і Тобаго (з 1 серпня 1976 року)
- Співдружність Домініки (з 3 листопада 1978 року)
- Федеративна Республіка Бразилія (з 15 березня 1985 року)
- Боліваріанська Республіка Венесуела (з 15 грудня 1999 року)

##### Азія
- Урянхайська республіка (1 грудня 1911 - 17 квітня 1914)
- Китайська Республіка Тайвань (з 1 січня 1912 року, з 7 грудня 1949 року тільки на Тайвані)
- Закавказька Демократична Федеративна Республіка (22 квітня 1918 - 28 травня 1918)
- Демократична Республіка Вірменія (28 травня 1918 - 2 грудня 1920)
- Азербайджанська Демократична Республіка (28 травня 1918 - 28 квітня 1920)
- Карська Республіка (1 грудня 1918 - 19 квітня 1919)
- Араська Республіка (грудень 1918 - середина червня 1919)
- Азербайджанська Радянська Соціалістична Республіка (28 квітня 1920 - 12 березня 1922)
- Вірменська Радянська Соціалістична Республіка (2 грудня 1920 - 12 березня 1922)
- Перша Республіка Вірменія Республіка Гірська Вірменія (26 квітня 1921 - 13 липня 1921)
- Тувинська Народна Республіка Тувинська Народна Республіка (14 серпня 1921 - 11 жовтня 1944)
- Туреччина Турецька Республіка (з 29 жовтня 1923)
- Монгольська Народна Республіка (24 листопада 1924 - 13 лютого 1992)
- Співдружність Філіппін (15 листопада 1935 - 4 липня 1946)
- Філіппіни Друга Філіппінська Республіка (14 листопада 1943 - 11 червня 1945)
- Ліван Ліванська Республіка (де-юре: з 22 листопада 1943 року; де-факто: з 31 грудня 1946 року)
- Індонезія Республіка Індонезія (з 17 серпня 1945)
- М'янма Республіка Союзу М'янма (з 4 січня 1948 року)
- Філіппіни Третя Філіппінська Республіка (4 липня 1946 - 30 грудня 1965)
- Ізраїль Держава Ізраїль (з 14 травня 1948 року)
- Південна Корея (з 15 серпня 1948 року)
- Північна Корея Корейська Народно-Демократична Республіка (з 9 вересня 1948 року)
- Північний В'єтнам (з 2 вересня 1945 року)
- Південний В'єтнам (26 жовтня 1955 - 30 квітня 1975)
- Китайська Народна Республіка (з 1 жовтня 1949 року)
- Республіка Південне Малуку Республіка Південне Малуку (15 квітня 1950 - 12 квітня 1963)
- Індія Республіка Індія (з 26 січня 1950 року)
- Пакистан (з 1956)
- Ірак (з 1958 року)
- Кіпр (з 1960)
- Сінгапур (з 1965)
- Філіппіни Четверта Філіппінська Республіка (30 грудня 1965-22/25 лютого 1986)
- Ємен (з 1990)
- Мальдіви (з 1968)
- Бангладеш (з 1971)
- Шрі-Ланка (з 1972)
- Афганістан (1973-1992)[18].
- Лаос (з 1975 року)
- Іран (з 1979)
- Північний Кіпр (з 1983)
- Філіппіни Республіка Філіппіни (з 22/25 лютого 1986 року)
- Палестина (з 1988 року)
- Вірменія (з 1991)
- Республіка Арцах (з 1991)
- Грузія (з 1991)
- Південна Осетія (з 1991)
- Абхазія (з 1992)
- Монголія (з 1992)
- Непал (з 2008 року)

##### Європа
- Крушевська республіка (3 серпня 1903 - 13 серпня 1903)
- Португалія Перша Португальська Республіка (5 жовтня 1910 - 26 травня 1926)
- Незалежний уряд Західної Фракії (31 серпня 1913 - 25 жовтня 1913)
- Фінляндія Фінляндська Республіка (з 6 грудня 1917)
- Російська Республіка (1917)
- Українська Народна Республіка (25 січня 1917 - 29 квітня 1918; 14 грудня 1918-18 березня 1921)
- Горська Республіка Північного Кавказу (11 травня 1917 - січень 1921)
- Кримська Народна Республіка (13 грудня 1917 - січень 1918)
- Молдавська Демократична Республіка (6 лютого 1918 - 10 грудня 1918)
- Кубанська Народна Республіка (16 лютого 1918 - 17 березня 1920)
- Білоруська Народна Республіка (9 березня 1918-1919)
- Туреччина Турецька Республіка (з 29 жовтня 1923 року)
- Литва (16 лютого 1918 - 3 серпня 1940)
- Естонія (24 лютого 1918 - 6 серпня 1940)
- Донська Республіка (18 травня 1918-1920)
- Демократична Республіка Грузія (26 травня 1918 - 25 квітня 1921)
- Польща Річ Посполита Закопане (13 жовтня 1918 - 16 листопада 1918)
- Україна Західноукраїнська Народна Республіка (18 жовтня 1918 - 22 січня 1919)
- Українська Командантська Республіка (4 листопада 1918 - 24 січня 1919)
- Тарнобжезька Республіка (6 листопада 1918 - весна 1919)
- Народна держава Баварія (8 листопада 1918 - 6 квітня 1919)
- Австрійська Республіка Німецько-Австрійська (12 листопада 1918 р. - 10 вересня 1919 р.)
- Польща Друга Річ Посполита (16 листопада 1918 - 6 жовтня 1939)
- Латвія (18 листопада 1918 - 5 серпня 1940)
- Чехословаччина Перша Чехословацька Республіка (28 жовтня 1918 - 30 вересня 1938)
- Лемківсько-Русинська Народна Республіка (5 грудня 1918 - березень 1920)
- Австрія Перша Австрійська Республіка (10 вересня 1919 - 1 травня 1934)
- Вільна держава Фіуме Вільна держава Фіуме (12 листопада 1920 - 22 лютого 1924)
- Литовська республіка (12 жовтня 1920 - 24 березня 1922)
- Вільне місто Данциг (15 листопада 1920 - 2 вересня 1939)
- Грузинська Радянська Соціалістична Республіка (25 лютого 1921 - 12 березня 1922)
- Радянський Союз Союз Радянських Соціалістичних Республік (1922-1991)
- Друга Грецька Республіка (1924-1935)
- Каталонія Каталонська республіка (14 квітня 1931 - 17 квітня 1931)
- Іспанія Друга Іспанська Республіка (де-факто: 1931-1939; де-юре: 1931-1975)
- Ірландія (з 29 грудня 1949 року)
- Чехословаччина Друга Чехословацька Республіка (30 вересня 1938 - 15 березня 1939)
- Карпатська Україна (30 грудня 1938 - 18 березня 1939)
- Словаччина Словацька держава (14 березня 1939 - 4 квітня 1945)
- Франція Четверта Французька Республіка (1946-1958)
- Італійська Республіка (з 2 червня 1946)
- Албанія (утворена у 1946 році)
- Румунія (з 1947 р., комуністичний уряд з 1948 по 1989 рр.)
- Франція П'ята Французька Республіка (з 1958)
- Греція Третя Грецька Республіка (з 1974)
- Мальта (з 1974)
- Придністров'я (з 1990)
- Литва (з 11 березня 1990 року)
- Естонія (з 20 серпня 1991 року)
- Латвія (з 21 серпня 1991 року)

##### Океанія
- Республіка Західне Папуа (1961-1963)
- Самоа Незалежна держава Самоа (з 1 січня 1962 року)
- Науру Республіка Науру (з 31 січня 1968 року)
- Палау Республіка Палау (з 2 квітня 1979)
- Маршаллові Острови Республіка Маршаллові Острови (з 1979 року)
- Кірибаті Республіка Кірибаті (з 12 липня 1979 року)
- Вануату Республіка Вануату (з 30 липня 1980 року)
- Федеративні Штати Мікронезії Федеративні Штати Мікронезії (з 3 листопада 1986 року)
- Республіка Фіджі (з 7 жовтня 1987 року)

#### XXI століття
- Демократична Республіка Тимор-Лешті (з 20 травня 2002 року)
- Ісламська Республіка Афганістан (9 жовтня 2004 - 15 серпня 2021)
- Республіка Косово (з 17 лютого 2008 року)
- Федеративна Демократична Республіка Непал (з 28 травня 2008 року)
- Багатонаціональна Держава Болівія (з 7 лютого 2009 року)
- Держава Лівія (з 17 лютого 2011 року)
- Республіка Південний Судан (з 9 липня 2011 року)
- Барбадос (з 30 листопада 2021 року)

## Перелік за типом
У сучасному вживанні республіканська система правління широко застосовується до будь-якої держави, яка претендує на це визначення.  Наприклад, Домініканська Республіка за Рафаеля Трухільо вважається республікою, як і Республіка Ірак за Саддама Хусейна.

### Арабські республіки
- Триполітанська республіка (1918-1922)
- Арабська Республіка Єгипет (1953 - дотепер)
- Сирійська Арабська Республіка (1946 - дотепер)
- Сахарська Арабська Демократична Республіка (1976 - дотепер)
- Об'єднана Арабська Республіка (1958-1971)
- Єменська Арабська Республіка (1962-1990)
- Лівійська Арабська Республіка (1969-1977)

### Конфедеративні республіки
Конфедеративні республіки — це об’єднання суверенних держав, які зазвичай мають владу над критичними спільними питаннями, такими як оборона та зовнішня політика:
- Конфедеративні Штати Америки (1861-1865)
- Конфедерація Сенегамбія (1982-1989)
- Сполучені Штати Америки (за Другим континентальним конгресом і Статтями конфедерації, 1776-1789)

### Монархічні республіки
Монархічна республіка — це форма конституційної монархії, де роль монарха зазвичай розглядається як здебільшого церемоніальна і де всі королівські прерогативи визначені звичаєм і законом таким чином, що монарх має обмежену свободу дій щодо урядових і конституційних питань.
- Велика Британія (1707 - дотепер).
- Королівство Норвегія (1905 - донині)[21][потрібне додаткове джерело].
- Австралійський Союз Співдружність Австралії (1986 - по теперішній час).
- Королівство Нова Зеландія (1947 - по теперішній час)[20].
- Японія (1952 - по теперішній час)
- Канада (1982 - по теперішній час)[20].
- Королівство Греція (1864-1967)[23][24].
- Південно-Африканський Союз[20] (1910-1961)
- Малайзія (1957-1963)
- Малайзія (1963 - дотепер)
- Таїланд (1932 - дотепер)

### Демократичні республіки
Демократичні республіки зазвичай є соціалістичними державами, хоча не всі вони обов'язково є соціалістичними.
- Корейська Народно-Демократична Республіка (1948 - дотепер)
- Демократична Республіка Конго (1966-1971, 1997 - дотепер)
- Демократична Республіка Сан-Томе і Принсіпі (1975 - дотепер)
- Демократична Республіка Тимор-Лешті (1975 - дотепер)
- Демократична Республіка В'єтнам (1945-1975)
- Сахарська Арабська Демократична Республіка (1976 - дотепер)
- Демократична Соціалістична Республіка Шрі-Ланка (1978 - дотепер)
- Федеративна Демократична Республіка Ефіопія (1991 - дотепер)
- Федеративна Демократична Республіка Непал (2008 - дотепер)
- Німецька Демократична Республіка (1949-1990)
- Лаоська Народно-Демократична Республіка (1975 - дотепер)
- Алжирська Народна Демократична Республіка (1962 - дотепер)
- Народна Демократична Республіка Ємен (1967-1990)

### Федеративні республіки
Федеративні республіки — це федеративні держави, в яких адміністративний поділ (штати або провінції) теоретично зберігає певний ступінь автономії, який захищений конституцією та не може бути скасований в односторонньому порядку національним урядом. Федеративні республіки не є унітарними державами.
- Боліваріанська Республіка Венесуела
- Боснія і Герцеговина (з 1995 року)
- Співдружність Англії (1649-1653)
- Чехословаччина: Чехословацька Соціалістична Республіка (1969-1990), Чеська і Словацька Федеративна Республіка (1990-1992)
- Федеративна Демократична Республіка Ефіопія (унітарна республіка 1974-1994; федеративна республіка з 1994)
- Федеративна Республіка Камерун (1961-1972)
- Федеративна Республіка Сомалі (з серпня 2012 року)
- Федеративна Республіка Бразилія (з 15 листопада 1889 року)[25].
- Федеративна Республіка Німеччина (з 1949 року)
- Гран-Колумбія (Республіка Колумбія) (1819-1886), відома як Велика Колумбія з 1819 по 1831 рік, коли до її складу входили сучасні Еквадор, Венесуела і Панама.
- Ісламська Республіка Пакистан (з 1956 року)
- Друга Федеративна Республіка Мексика (1846-1864)
- Мексиканські Сполучені Штати[26] (з 1917 року)
- Федеративна Демократична Республіка Непал (з 2007 року)[27].
- Федеративна Республіка Нігерія (1963-66: 1-а Республіка, 1979-83: 2-а Республіка, 1993: 3-я Республіка, 1999 - дотепер: 4-а республіка)
- Аргентинська Республіка (з 1852 року)
- Республіка Індія (з 26 січня 1950 р.)
- Республіка Південний Судан (з 9 липня 2011 року)
- Республіка Судан (з 1 січня 1956 року)
- Австрійська Республіка
- Російська Федерація (з 7 листопада 1917 року; до 1991 року мала назву Російська Радянська Федеративна Соціалістична Республіка[28])[29].
- Державний союз Сербії та Чорногорії (2003-2006)
- Швейцарська Конфедерація (1848 - дотепер), федеративна республіка, але називається Швейцарська Конфедерація
- Союз Радянських Соціалістичних Республік (1922-1991)
- Об'єднані провінції Центральної Америки (1823-1840)
- Сполучені Штати Америки[30] (з 1789 року)
- Сполучені Штати Індонезії (1949-1950)
- Югославія: Федеративна Народна Республіка Югославія (1946-1963), Соціалістична Федеративна Республіка Югославія (1963-1992), Союзна Республіка Югославія (1992-2003)

### Ісламські республіки
Республіки, які керуються згідно з ісламським правом:
- Ісламська Республіка Афганістан (2004-2021)
- Ісламська Республіка Іран (з 1979)
- Ісламська Республіка Мавританія (з 1960)
- Ісламська Республіка Пакистан (з 1956)

### Народні республіки
Кажуть, що народними республіками керує народ. Ця назва найчастіше (але не завжди) використовується комуністичними державами.

##### Сучасні народні республіки
- Корейська Народно-Демократична Республіка
- Алжирська Народна Демократична Республіка
- Лаоська Народно-Демократична Республіка
- Народна Республіка Бангладеш
- Китайська Народна Республіка

##### Колишні народні республіки
- Федеративна Народна Республіка Югославія (1946-1963)
- Велика Соціалістична Народна Лівійська Арабська Джамагирія (1977-2011)
- Монгольська Народна Республіка (1924-1992)
- Народна Демократична Республіка Ємен (1967-1970)
- Народна Республіка Албанія (1946-1976)
- Народна Республіка Ангола (1975-1992)
- Народна Республіка Бенін (1975-1990)
- Народна Республіка Болгарія (1946-1990)
- Народна Республіка Конго (1970-1992)
- Угорська Народна Республіка (1949-1989)
- Народна Республіка Мозамбік (1975-1990)
- Польська Народна Республіка (1952-1989)
- Народна Демократична Республіка Ефіопія (1987-1991)
- Румунська Народна Республіка (1947-1965)

### Соціалістичні республіки
Це республіки, в офіційній назві яких використовується слово «соціалістична».
- Вірменська Радянська Соціалістична Республіка (1920-1990)
- Азербайджанська Радянська Соціалістична Республіка (1920-1991)
- Білоруська Радянська Соціалістична Республіка (1920-1991)
- Чехословацька Соціалістична Республіка (1960-1990)
- Демократична Соціалістична Республіка Шрі-Ланка
- Велика Соціалістична Народна Лівійська Арабська Джамагирія (1977-2011)
- Соціалістична Федеративна Республіка Югославія (1963-1992)
- Народна Соціалістична Республіка Албанія (1976-1990)
- Соціалістична Республіка Румунія (1965-1989)
- Соціалістична Республіка В'єтнам (з 1976)
- Українська Радянська Соціалістична Республіка (1919-1991)
- Союз Радянських Соціалістичних Республік (1922-1991)

### Унітарні республіки
Унітарні республіки — це унітарні держави, які керуються конституційно як єдине ціле з єдиним конституційно створеним законодавчим органом. Унітарні держави не є федераціями чи конфедераціями.
- Республіка Абхазія (з 1992 року)
- Ісламська Республіка Афганістан (2004-2021)
- Республіка Акко (1-й: 1899-1900; 2-й: 1900; 3-й: 1903)
- Республіка Албанія (з 1946 року)
- Алжирська Народна Демократична Республіка
- Республіка Ангола (з 1975)
- Республіка Вірменія (1-а: 28 травня 1918; поточна: 25 грудня 1991)
- Азербайджанська Республіка (1-ша: 28 травня 1918; відновлена: 18 жовтня 1991)
- Народна Республіка Бангладеш
- Барбадос (з 30 листопада 2021 року)
- Республіка Бенін
- Республіка Бофутатсвана (1977-1994)
- Багатонаціональна Держава Болівія
- Республіка Ботсвана (з 1966)
- Республіка Болгарія (з 1946 року)
- Буркіна-Фасо
- Республіка Союз М'янма (Бірма)
- Республіка Бурунді (з 1966)
- Республіка Камерун
- Республіка Кабо-Верде
- Республіка Чад
- Центральноафриканська Республіка (1958-1976; відновлена 1979)
- Республіка Чилі
- Китайська Народна Республіка
- Китайська Республіка (Тайвань)
- Республіка Цискей (1981-1994)
- Республіка Колумбія (унітарна республіка з 1886 року)
- Демократична Республіка Конго
- Республіка Конго
- Корсиканська Республіка (1755-1769)
- Коспайя (1440-1826)
- Республіка Коста-Ріка
- Республіка Хорватія
- Республіка Куба
- Республіка Кіпр
- Чеська Республіка
- Співдружність Домініки
- Домініканська Республіка (1821-1822, 1844-1861, 1865 - дотепер)
- Донецька Народна Республіка (2014-2022)
- Республіка Джибуті
- Республіка Еквадор
- Арабська Республіка Єгипет (з 1953)
- Республіка Сальвадор (1821 - донині)
- Республіка Екваторіальна Гвінея
- Держава Еритрея
- Естонська Республіка (з 1918)
- Республіка Езо (1868-1869)
- Незалежна Комуна Франсвіль (1889)
- Республіка Фіджі (з 1987)
- Фінляндська Республіка (з 1919)
- Фінляндська Демократична Республіка (1 грудня 1939 - 12 березня 1940)
- Республіка Формоза (1895)
- Французька Республіка
- Габонська Республіка
- Республіка Гамбія (з 1970)
- Грузія
- Республіка Гана (з 1960)
- Грецька Республіка (Перша Грецька Республіка (1822-1832))
- Республіка Гватемала
- Республіка Гвінея
- Республіка Гвінея-Бісау
- Кооперативна Республіка Гаяна (з 1970)
- Республіка Гаїті (1806-1849; відновлена 1859)
- Республіка Гаваї (1894-1898)
- Республіка Гондурас
- Угорська Республіка (з 1946 року)
- Республіка Ісландія (республіка з 1944 року)
- Республіка Індонезія Республіка Індонезія (унітарна республіка з серпня 1950 року)
- Ізраїль (з 14 травня 1948 року)
- Італійська Республіка (з 1946 року)
- Італійська Соціальна Республіка (1943-1945)
- Ісламська Республіка Іран (з 1979 року)
- Республіка Ірак (з 1958 року)
- Ірландія (з 1949 року)
- Республіка Кот-д'Івуар
- Республіка Казахстан
- Республіка Кенія (з 1964)
- Республіка Кірибаті (з 1979)
- Республіка Косово (з 2008)
- Республіка Корея (з 1948)
- Корейська Народно-Демократична Республіка (з 1948)
- Республіка Кувейт (1990)
- Киргизька Республіка
- Лаоська Народно-Демократична Республіка (з 1975)
- Латвійська Республіка
- Ліванська Республіка (22 листопада 1943)
- Республіка Ліберія
- Велика Соціалістична Народна Лівійська Арабська Джамагірія (1969-2011)
- Литовська Республіка
- Локотська Республіка (1941-1943)
- Луганська Народна Республіка (2014-2022)
- Республіка Мадагаскар
- Республіка Малаві (з 1966)
- Мальдівська Республіка (з 1968)
- Республіка Малі (з 1960)
- Республіка Мальта (з 1974)
- Республіка Маршаллові Острови (з 1979)
- Ісламська Республіка Мавританія
- Республіка Маврикій (з 1992)
- Ментон і Рокбрюн (1848-1861)
- Республіка Молдова
- Держава Монголія (з 1924 року)
- Республіка Чорногорія (з 2006)
- Республіка Мозамбік
- Держава Маскогі (1799-1803)
- Республіка Намібія
- Республіка Науру
- Республіка Нікарагуа
- Республіка Нігер
- Республіка Північна Македонія (з 1991 року)
- Республіка Палау (з 1981 року)
- Республіка Панама
- Республіка Парагвай
- Республіка Перу
- Республіка Філіппіни (з 1946 року)
- Республіка Польща
- Португальська Республіка (з 1910)
- Республіка Родезія (1970-1979)
- Румунія (з 1947)
- Республіка Руанда (з 1961)
- Незалежна Держава Самоа (з 1962)
- Найспокійніша Республіка Сан-Марино (з 301 року)
- Демократична Республіка Сан-Томе і Принсіпі
- Республіка Сенегал
- Республіка Сербія
- Республіка Сейшельські Острови
- Республіка Сьєрра-Леоне (з 1971)
- Республіка Сінгапур (з 1965 року)
- Словацька Республіка (1939-1945)
- Республіка Словенія
- Південно-Африканська Республіка (з 1961)
- Республіка Південна Осетія (з 1991)
- Республіка Іспанія (1931-1939)
- Демократична Соціалістична Республіка Шрі-Ланка (з 1972)
- Республіка Суринам
- Сирійська Арабська Республіка
- Республіка Таджикистан
- Об'єднана Республіка Танзанія
- Республіка Техас (1836-1845)
- Демократична Республіка Тимор-Лешті
- Тоголезька Республіка
- Республіка Трансильванія (1976-1994)
- Придністровська Молдавська Республіка
- Республіка Тринідад і Тобаго (з 1976)
- Туніська Республіка (з 1957)
- Турецька Республіка (з 1923 року)
- Республіка Туркменістан
- Республіка Уганда (з 1963)
- Україна
- Республіка Верхня Вольта (1958-1984)
- Східна Республіка Уругвай
- Республіка Узбекистан
- Республіка Вануату
- Республіка Венда (1979-1994)
- Республіка Вермонт (1777-1791)
- Республіка В'єтнам (1955-1975)
- Республіка Західна Флорида (1810)
- Єменська Республіка (з 1962 року)
- Республіка Замбія (з 1964 року)
- Республіка Зімбабве